# Мисяковець
Мисяковець (пол. Mysiakowiec) — село в Польщі, у гміні Посвентне Опочинського повіту Лодзинського воєводства.
Населення — 78 осіб (2011).
У 1975-1998 роках село належало до Пйотрковського воєводства.

## Демографія
Демографічна структура станом на 31 березня 2011 року:
|          | Загалом | Допрацездатний вік | Працездатний вік | Постпрацездатний вік |
| -------- | ------- | ------------------ | ---------------- | -------------------- |
| Чоловіки | 44      | 12                 | 24               | 8                    |
| Жінки    | 34      | 6                  | 12               | 16                   |
| Разом    | 78      | 18                 | 36               | 24                   |